# Ровињско Село
Ровињско Село је насељено место у саставу града Ровиња у Истарској жупанији, Хрватска. До територијалне реорганизације у Хрватској налазило се у саставу старе општине Ровињ.

## Становништво
На попису становништва 2011. године, Ровињско Село је имало 1.238 становника.

## Попис1991.
На попису становништва 1991. године, насељено место Ровињско Село је имало 649 становника, следећег националног састава:
| Попис 1991.‍  | Попис 1991.‍  | Попис 1991.‍ | Попис 1991.‍ | Попис 1991.‍ |
| ------------ | ------------ | ----------- | ----------- | ----------- |
|              |              |             |             |             |
| Хрвати       | Хрвати       |             | 433         | 66,71%      |
| Срби         | Срби         |             | 20          | 3,08%       |
| Италијани    | Италијани    |             | 15          | 2,31%       |
| Југословени  | Југословени  |             | 12          | 1,84%       |
| Муслимани    | Муслимани    |             | 4           | 0,61%       |
| Румуни       | Румуни       |             | 3           | 0,46%       |
| Словенци     | Словенци     |             | 2           | 0,30%       |
| Јевреји      | Јевреји      |             | 1           | 0,15%       |
| неопредељени | неопредељени |             | 12          | 1,84%       |
| регион. опр. | регион. опр. |             | 145         | 22,34%      |
| непознато    | непознато    |             | 2           | 0,30%       |
| укупно: 649  |              |             |             |             |